# Schwedischer Fußballpokal der Männer 2013/14
Der schwedische Fußballpokal 2013/14 (auch Svenska Cupen 2013/14 genannt) war die 58. Austragung des Fußballpokalwettbewerbs der Männer. Die 1. Runde begann am 21. Mai 2013. Das Finale fand am 18. Mai 2014 in der Friends Arena von Solna statt. Titelverteidiger war der IFK Göteborg.
Pokalsieger wurde der IF Elfsborg, der sich im Finale gegen Helsingborgs IF mit 1:0 durchsetzte. Der Sieger qualifizierte sich damit für die 2. Qualifikationsrunde der UEFA Europa League 2014/15. Torschützenkönig wurde mit je sechs Toren David Accam von Helsingborgs IF, Simon Kroon von Malmö FF und Robin Söder von IFK Göteborg.

## Modus
Die K.-o.-Spiele wurden in einer Begegnung entschieden. Bei unentschiedenem Ausgang gab es eine Verlängerung von zweimal 15 Minuten und gegebenenfalls ein Elfmeterschießen. In der 1. Runde traten 64 Mannschaften der dritten Spielklasse oder darunter gegeneinander an. Den Siegern wurde in der 2. Runde, jeweils nach Nord und Süd getrennt, ein Verein der Allsvenskan bzw. der Superettan zugelost.
Die 32 Sieger qualifizierten sich für die Gruppenphase. In jeder Gruppe wurden zwei gesetzte und zwei ungesetzte Mannschaften gelost. Dort spielte jedes Team in einer einfachen Runde gegen die anderen drei Gruppengegner. Die Gruppensieger erreichten das Viertelfinale. In allen K.-o.-Runden hatten unterklassige Vereine Heimrecht.

## Teilnehmer
| Fotbollsallsvenskan (16) (Level 1) | Fotbollsallsvenskan (16) (Level 1) | Superettan (16) (Level 2) | Superettan (16) (Level 2) |
| --- | --- | --- | --- |
| - Åtvidabergs FF - IF Brommapojkarna - Djurgårdens IF - IF Elfsborg - Gefle IF - IFK Göteborg - BK Häcken - Halmstads BK | - Helsingborgs IF - Kalmar FF - Malmö FF - Mjällby AIF - IFK Norrköping - Östers IF - AIK Solna - Syrianska FC                                                                                    | - Ängelholms FF - Assyriska Föreningen - IK Brage - Degerfors IF - Falkenbergs FF - GAIS Göteborg - Hammarby IF - Jönköpings Södra IF                                              | - Landskrona BoIS - Ljungskile SK - Örebro SK - Örgryte IS - Östersunds FK - GIF Sundsvall - Varbergs BoIS - IFK Värnamo                                                    |
| Division 1 (18) (Level 3) | Division 2 (26) (Level 4) | Division 2 (26) (Level 4) | Division 3 (11) (Level 5) |
| - Eskilstuna City FK - IK Frej - Husqvarna FF - Karlstad BK - Kristianstads FF - IFK Luleå - Lunds BK - Nyköpings BIS - Qviding FIF - Sandvikens IF - Selånger FK - IK Sirius - Skövde AIK - Torslanda IK - AFC United - Utsiktens BK - Vasalunds IF - Västerås SK | - Akropolis IF - Carlstad United BK - Enköpings SK - Enskede IK - Eskilsminne IF - FC Gute - Härnösands FF - Hudiksvalls FF - Karlbergs BK - Kvarnby IK - Lindome GIF - Lindsdals IF - Ljungby IF | - Mariehem SK - Norrby IF - Råslätts SK - Rynninge IK - Sävedalens IF - IK Sleipner - Sollentuna FK - Tenhults IF - Tibro AIK - Torns IF - IFK Uddevalla - Värmdö IF - Vimmerby IF | - IFK Aspudden-Tellus - IFK Hässleholm - Holmalunds IF - Korsnäs IF - IFK Kumla - Linghems SK - Melleruds IF - IFK Östersund - Ronneby BK - IFK Trelleborg - Vänersborgs IF |
| Division 4 (8) (Level 6) | Division 4 (8) (Level 6) | Division 4 (8) (Level 6) | Division 5 (1) (Level 7) |
| - Åsarp-Trädet FK - Grebo IK - Hittarps IK | - Hyltebruks IF - Lerkils IF - Sunnerstra AIF | - Ullareds IK - Västerviks FF | - Bunkeflo FF |

## 1. Runde
Teilnehmer: 18 Vereine der Division 1, 26 Vereine der Division 2, 11 Vereine der Division 3, acht Vereine der Division 4 und ein Verein der Division 5. (Die Ligastufe ist in Klammern angegeben). 
| Datum      |                         | Ergebnis              |                          |
| ---------- | ----------------------- | --------------------- | ------------------------ |
| 21.05.2013 | Hyltebruks IF (VI)      | 2:3                   | Ljungby IF (IV)          |
| 29.05.2013 | Sunnerstra AIF (VI)     | 1:4                   | AFC United (III)         |
| 04.06.2013 | Sollentuna FK (IV)      | 0:3                   | IK Frej (III)            |
| 12.06.2013 | Rynninge IK (IV)        | 3:1                   | Karlstad BK (III)        |
| 12.06.2013 | Karlbergs BK (IV)       | 0:3                   | IK Sirius (III)          |
| 16.06.2013 | IFK Aspudden-Tellus (V) | 1:2 n. V.             | FC Gute (IV)             |
| 20.06.2013 | Tibro AIK (IV)          | 1:3                   | Skövde AIK (III)         |
| 25.06.2013 | Korsnäs IF (V)          | 1:5                   | Sandvikens IF (III)      |
| 26.06.2013 | Vänersborgs IF (V)      | 4:0                   | Qviding FIF (III)        |
| 26.06.2013 | Melleruds IF (V)        | 0:2                   | Torslanda IK (III)       |
| 27.06.2013 | IK Sleipner (IV)        | 1:4                   | Vasalunds IF (III)       |
| 28.06.2013 | IFK Uddevalla (IV)      | 1:0                   | Utsiktens BK (III)       |
| 03.07.2013 | Grebo IK (VI)           | 2:5 n. V.             | Västerås SK (III)        |
| 17.07.2013 | Enköpings SK (IV)       | 3:1 n. V.             | Eskilstuna City FK (III) |
| 20.07.2013 | IFK Östersund (V)       | 0:1                   | Härnösands FF (IV)       |
| 22.07.2013 | IFK Kumla (V)           | 0:3                   | Carlstad United BK (IV)  |
| 23.07.2013 | Hudiksvalls FF (IV)     | 2:0                   | Selånger FK (III)        |
| 27.07.2013 | IFK Trelleborg (V)      | 0:1                   | Kvarnby IK (IV)          |
| 27.07.2013 | Lerkils IF (VI)         | 0:3                   | Sävedalens IF (IV)       |
| 27.07.2013 | Linghems SK (V)         | 1:3 n. V.             | Tenhults IF (IV)         |
| 28.07.2013 | Ullareds IK (VI)        | 7:3                   | Lindome GIF (IV)         |
| 28.07.2013 | Bunkeflo FF (VII)       | 0:7                   | Eskilsminne IF (IV)      |
| 30.07.2013 | IFK Hässleholm (V)      | 0:3                   | Torns IF (IV)            |
| 30.07.2013 | Västerviks FF (VI)      | 2:9                   | Lindsdals IF (IV)        |
| 31.07.2013 | Värmdö IF (IV)          | 1:2                   | Akropolis IF (IV)        |
| 31.07.2013 | Holmalunds IF (V)       | 2:2 n. V. (3:5 i. E.) | Norrby IF (IV)           |
| 03.08.2013 | Ronneby BK (V)          | 0:5                   | Kristianstads FF (III)   |
| 04.08.2013 | Åsarp-Trädet FK (VI)    | 0:2                   | Råslätts SK (IV)         |
| 04.08.2013 | Mariehem SK (IV)        | 0:2                   | IFK Luleå (III)          |
| 04.08.2013 | Vimmerby IF (IV)        | 1:1 n. V. (5:4 i. E.) | Husqvarna FF (III)       |
| 04.08.2013 | Hittarps IK (VI)        | 1:6                   | Lunds BK (III)           |
| 04.08.2013 | Enskede IK (IV)         | 1:3                   | Nyköpings BIS (III)      |

## 2. Runde
Teilnehmer: Die 32 Sieger der 1. Runde und alle Mannschaften der Allsvenskan 2013 und der Superettan 2013.
| Datum      |                         | Ergebnis              |                           |
| ---------- | ----------------------- | --------------------- | ------------------------- |
| 20.08.2013 | FC Gute (IV)            | 0:5                   | IFK Värnamo (II)          |
| 21.08.2013 | Ullareds IK (VI)        | 0:2                   | Ljungskile SK (II)        |
| 21.08.2013 | Nyköpings BIS (III)     | 0:1                   | BK Häcken (I)             |
| 21.08.2013 | Akropolis IF (IV)       | 0:3                   | Degerfors IF (II)         |
| 21.08.2013 | Torslanda IK (III)      | 1:1 n. V. (4:2 i. E.) | Kalmar FF (I)             |
| 21.08.2013 | Ljungby IF (IV)         | 0:2                   | Halmstads BK (I)          |
| 21.08.2013 | Carlstad United BK (IV) | 4:2                   | Varbergs BoIS (II)        |
| 21.08.2013 | Torns IF (IV)           | 1:4                   | Jönköpings Södra IF (II)  |
| 21.08.2013 | Sävedalens IF (IV)      | 0:6                   | Malmö FF (I)              |
| 21.08.2013 | Enköpings SK (IV)       | 0:2                   | Örgryte IS (II)           |
| 21.08.2013 | Vänersborgs IF (V)      | 0:5                   | Östersunds FK (II)        |
| 21.08.2013 | Råslätts SK (IV)        | 1:3                   | Assyriska Föreningen (II) |
| 21.08.2013 | Skövde AIK (III)        | 1:3                   | Ängelholms FF (II)        |
| 21.08.2013 | IK Frej (III)           | 0:1 n. V.             | GAIS Göteborg (II)        |
| 21.08.2013 | Kvarnby IK (IV)         | 0:1                   | Syrianska FC (I)          |
| 21.08.2013 | Lindsdals IF (IV)       | 1:2                   | Gefle IF (I)              |
| 21.08.2013 | Västerås SK (III)       | 1:3                   | Östers IF (I)             |
| 21.08.2013 | Vasalunds IF (III)      | 2:4                   | GIF Sundsvall (II)        |
| 22.08.2013 | AFC United (III)        | 2:1                   | Falkenbergs FF (II)       |
| 22.08.2013 | Hudiksvalls FF (IV)     | 1:1 n. V. (5:4 i. E.) | Landskrona BoIS (II)      |
| 22.08.2013 | Rynninge IK (IV)        | 2:1                   | Örebro SK (II)            |
| 22.08.2013 | Tenhults IF (IV)        | 1:3                   | Mjällby AIF (I)           |
| 22.08.2013 | Lunds BK (III)          | 0:4                   | IFK Göteborg (I)          |
| 22.08.2013 | Sandvikens IF (III)     | 3:2 n. V.             | AIK Solna (I)             |
| 22.08.2013 | Härnösands FF (IV)      | 0:4                   | Helsingborgs IF (I)       |
| 22.08.2013 | IFK Luleå (III)         | 0:1 n. V.             | IF Brommapojkarna (I)     |
| 22.08.2013 | IFK Uddevalla (IV)      | 2:2 n. V. (1:3 i. E.) | Åtvidabergs FF (I)        |
| 29.08.2013 | Vimmerby IF (IV)        | 0:4                   | IFK Norrköping (I)        |
| 05.09.2013 | IK Sirius (III)         | 4:1                   | IK Brage (II)             |
| 05.09.2013 | Norrby IF (IV)          | 0:2                   | Hammarby IF (II)          |
| 11.09.2013 | Eskilsminne IF (IV)     | 0:2                   | Djurgårdens IF (I)        |
| 10.11.2013 | Kristianstads FF (III)  | 0:4                   | IF Elfsborg (I)           |

## Gruppenphase
Für die Gruppenphase waren die 32 Sieger der zweiten Runde qualifiziert. Die Auslosung fand am 13. November 2013 statt. Dabei waren die 16 bestplatzierten Mannschaften der letzten Saison als Gruppenerste und -zweite gesetzt, während die restlichen 16 ihnen zugelost wurden. Die Spiele wurden vom 1. bis zum 16. März 2014 ausgetragen. In der Klammer ist die jeweilige Ligaebene angegeben, in der der Verein in der Saison 2013 spielte.

### Gruppe 1
| Datum      |               | Ergebnis |               |
| ---------- | ------------- | -------- | ------------- |
| 01.03.2014 | Malmö FF      | 7:1      | Degerfors IF  |
| 04.03.2014 | Hammarby IF   | 0:0      | Ängelholms FF |
| 08.03.2014 | Ängelholms FF | 0:3      | Malmö FF      |
| 09.03.2014 | Degerfors IF  | 1:3      | Hammarby IF   |
| 15.03.2014 | Degerfors IF  | 0:3      | Ängelholms FF |
| 15.03.2014 | Malmö FF      | 3:2      | Hammarby IF   |

| Pl. | Verein             | Sp. | S | U | N | Tore    | Diff. | Punkte |
| --- | ------------------ | --- | - | - | - | ------- | ----- | ------ |
| 1.  | Malmö FF (I)       | 3   | 3 | 0 | 0 | 013:300 | +10   | 09     |
| 2.  | Hammarby IF (II)   | 3   | 1 | 1 | 1 | 005:400 | +1    | 04     |
| 3.  | Ängelholms FF (II) | 3   | 1 | 1 | 1 | 003:300 | ±0    | 04     |
| 4.  | Degerfors IF (II)  | 3   | 0 | 0 | 3 | 002:130 | −11   | 0      |

### Gruppe 2
| Datum      |                | Ergebnis |                |
| ---------- | -------------- | -------- | -------------- |
| 01.03.2014 | Hudiksvalls FF | 0:2      | GIF Sundsvall  |
| 01.03.2014 | IFK Göteborg   | 2:0      | IFK Värnamo    |
| 08.03.2014 | Hudiksvalls FF | 00:10    | IFK Göteborg   |
| 08.03.2014 | GIF Sundsvall  | 0:0      | IFK Värnamo    |
| 15.03.2014 | IFK Värnamo    | 0:2      | Hudiksvalls FF |
| 15.03.2014 | IFK Göteborg   | 4:2      | GIF Sundsvall  |

| Pl. | Verein              | Sp. | S | U | N | Tore    | Diff. | Punkte |
| --- | ------------------- | --- | - | - | - | ------- | ----- | ------ |
| 1.  | IFK Göteborg (I)    | 3   | 3 | 0 | 0 | 016:200 | +14   | 09     |
| 2.  | GIF Sundsvall (II)  | 3   | 1 | 1 | 1 | 004:400 | ±0    | 04     |
| 3.  | Hudiksvalls FF (IV) | 3   | 1 | 0 | 2 | 002:120 | −10   | 03     |
| 4.  | IFK Värnamo (II)    | 3   | 0 | 1 | 2 | 000:400 | −4    | 01     |

### Gruppe 3
| Datum      |                 | Ergebnis |                 |
| ---------- | --------------- | -------- | --------------- |
| 01.03.2014 | Helsingborgs IF | 1:0      | Ljungskile SK   |
| 02.03.2014 | Torslanda IK    | 1:0      | Syrianska FC    |
| 08.03.2014 | Torslanda IK    | 0:5      | Helsingborgs IF |
| 09.03.2014 | Syrianska FC    | 1:1      | Ljungskile SK   |
| 13.03.2014 | Ljungskile SK   | 2:0      | Torslanda IK    |
| 16.03.2014 | Helsingborgs IF | 5:1      | Syrianska FC    |

| Pl. | Verein              | Sp. | S | U | N | Tore    | Diff. | Punkte |
| --- | ------------------- | --- | - | - | - | ------- | ----- | ------ |
| 1.  | Helsingborgs IF (I) | 3   | 3 | 0 | 0 | 011:100 | +10   | 09     |
| 2.  | Ljungskile SK (II)  | 3   | 1 | 1 | 1 | 003:200 | +1    | 04     |
| 3.  | Torslanda IK (III)  | 3   | 1 | 0 | 2 | 001:700 | −6    | 03     |
| 4.  | Syrianska FC (I)    | 3   | 0 | 1 | 2 | 002:700 | −5    | 01     |

### Gruppe 4
| Datum      |               | Ergebnis |               |
| ---------- | ------------- | -------- | ------------- |
| 01.03.2014 | IF Elfsborg   | 3:0      | Östersunds FK |
| 01.03.2014 | Rynninge IK   | 1:1      | Östers IF     |
| 08.03.2014 | Rynninge IK   | 0:5      | IF Elfsborg   |
| 09.03.2014 | Östers IF     | 5:2      | Östersunds FK |
| 15.03.2014 | Östersunds FK | 4:0      | Rynninge IK   |
| 15.03.2014 | IF Elfsborg   | 2:0      | Östers IF     |

| Pl. | Verein             | Sp. | S | U | N | Tore    | Diff. | Punkte |
| --- | ------------------ | --- | - | - | - | ------- | ----- | ------ |
| 1.  | IF Elfsborg (I)    | 3   | 3 | 0 | 0 | 010:000 | +10   | 09     |
| 2.  | Östers IF (I)      | 3   | 1 | 1 | 1 | 006:500 | +1    | 04     |
| 3.  | Östersunds FK (II) | 3   | 1 | 0 | 2 | 006:800 | −2    | 03     |
| 4.  | Rynninge IK (IV)   | 3   | 0 | 1 | 2 | 001:100 | −9    | 01     |

### Gruppe 5
| Datum      |                      | Ergebnis |                      |
| ---------- | -------------------- | -------- | -------------------- |
| 02.03.2014 | IK Sirius            | 2:1      | Djurgårdens IF       |
| 02.03.2014 | Halmstads BK         | 2:0      | Assyriska Föreningen |
| 09.03.2014 | Djurgårdens IF       | 2:0      | Assyriska Föreningen |
| 09.03.2014 | IK Sirius            | 2:1      | Halmstads BK         |
| 16.03.2014 | Assyriska Föreningen | 0:2      | IK Sirius            |
| 16.03.2014 | Djurgårdens IF       | 4:1      | Halmstads BK         |

| Pl. | Verein                    | Sp. | S | U | N | Tore    | Diff. | Punkte |
| --- | ------------------------- | --- | - | - | - | ------- | ----- | ------ |
| 1.  | IK Sirius (III)           | 3   | 3 | 0 | 0 | 006:200 | +4    | 09     |
| 2.  | Djurgårdens IF (I)        | 3   | 2 | 0 | 1 | 007:300 | +4    | 06     |
| 3.  | Halmstads BK (I)          | 3   | 1 | 0 | 2 | 004:600 | −2    | 03     |
| 4.  | Assyriska Föreningen (II) | 3   | 0 | 0 | 3 | 000:600 | −6    | 0      |

### Gruppe 6
| Datum      |                     | Ergebnis |                     |
| ---------- | ------------------- | -------- | ------------------- |
| 01.03.2014 | Carlstad United BK  | 0:4      | IF Brommapojkarna   |
| 02.03.2014 | Åtvidabergs FF      | 4:0      | Jönköpings Södra IF |
| 08.03.2014 | Carlstad United BK  | 2:2      | Åtvidabergs FF      |
| 09.03.2014 | IF Brommapojkarna   | 0:0      | Jönköpings Södra IF |
| 15.03.2014 | Jönköpings Södra IF | 4:0      | Carlstad United BK  |
| 15.03.2014 | Åtvidabergs FF      | 0:1      | IF Brommapojkarna   |

| Pl. | Verein                   | Sp. | S | U | N | Tore    | Diff. | Punkte |
| --- | ------------------------ | --- | - | - | - | ------- | ----- | ------ |
| 1.  | IF Brommapojkarna (I)    | 3   | 2 | 1 | 0 | 005:000 | +5    | 07     |
| 2.  | Åtvidabergs FF (I)       | 3   | 1 | 1 | 1 | 006:300 | +3    | 04     |
| 3.  | Jönköpings Södra IF (II) | 3   | 1 | 1 | 1 | 004:400 | ±0    | 04     |
| 4.  | Carlstad United BK (IV)  | 3   | 0 | 1 | 2 | 002:100 | −8    | 01     |

### Gruppe 7
| Datum      |                | Ergebnis |                |
| ---------- | -------------- | -------- | -------------- |
| 01.03.2014 | IFK Norrköping | 0:1      | GAIS Göteborg  |
| 02.03.2014 | AFC United     | 0:1      | Gefle IF       |
| 09.03.2014 | AFC United     | 0:2      | IFK Norrköping |
| 09.03.2014 | Gefle IF       | 1:1      | GAIS Göteborg  |
| 16.03.2014 | GAIS Göteborg  | 1:0      | AFC United     |
| 16.03.2014 | IFK Norrköping | 1:1      | Gefle IF       |

| Pl. | Verein             | Sp. | S | U | N | Tore    | Diff. | Punkte |
| --- | ------------------ | --- | - | - | - | ------- | ----- | ------ |
| 1.  | GAIS Göteborg (II) | 3   | 2 | 1 | 0 | 003:100 | +2    | 07     |
| 2.  | Gefle IF (I)       | 3   | 1 | 2 | 0 | 003:200 | +1    | 05     |
| 3.  | IFK Norrköping (I) | 3   | 1 | 1 | 1 | 003:200 | +1    | 04     |
| 4.  | AFC United (III)   | 3   | 0 | 0 | 3 | 000:400 | −4    | 0      |

### Gruppe 8
| Datum      |               | Ergebnis |               |
| ---------- | ------------- | -------- | ------------- |
| 01.03.2014 | BK Häcken     | 2:0      | Örgryte IS    |
| 01.03.2014 | Sandvikens IF | 0:1      | Mjällby AIF   |
| 08.03.2014 | Sandvikens IF | 1:4      | BK Häcken     |
| 08.03.2014 | Mjällby AIF   | 2:0      | Örgryte IS    |
| 15.03.2014 | BK Häcken     | 3:0      | Mjällby AIF   |
| 16.03.2014 | Örgryte IS    | 2:1      | Sandvikens IF |

| Pl. | Verein              | Sp. | S | U | N | Tore    | Diff. | Punkte |
| --- | ------------------- | --- | - | - | - | ------- | ----- | ------ |
| 1.  | BK Häcken (I)       | 3   | 3 | 0 | 0 | 009:100 | +8    | 09     |
| 2.  | Mjällby AIF (I)     | 3   | 2 | 1 | 0 | 003:300 | ±0    | 07     |
| 3.  | Örgryte IS (II)     | 3   | 1 | 0 | 2 | 002:500 | −3    | 03     |
| 4.  | Sandvikens IF (III) | 3   | 0 | 0 | 3 | 002:700 | −5    | 0      |

## Finalrunde

### Rangliste der Gruppensieger
| Pl. | Verein                | Sp. | S | U | N | Tore    | Diff. | Punkte |
| --- | --------------------- | --- | - | - | - | ------- | ----- | ------ |
| 1.  | IFK Göteborg (I)      | 3   | 3 | 0 | 0 | 016:200 | +14   | 09     |
| 2.  | Malmö FF (I)          | 3   | 3 | 0 | 0 | 013:300 | +10   | 09     |
| 3.  | Helsingborgs IF (I)   | 3   | 3 | 0 | 0 | 011:100 | +10   | 09     |
| 4.  | IF Elfsborg (I)       | 3   | 3 | 0 | 0 | 010:000 | +10   | 09     |
| 5.  | BK Häcken (I)         | 3   | 3 | 0 | 0 | 009:100 | +8    | 09     |
| 6.  | IK Sirius (III)       | 3   | 3 | 0 | 0 | 006:200 | +4    | 09     |
| 7.  | IF Brommapojkarna (I) | 3   | 2 | 1 | 0 | 005:000 | +5    | 07     |
| 8.  | GAIS Göteborg (II)    | 3   | 2 | 1 | 0 | 003:100 | +2    | 07     |

Platzierungskriterien: 1. Punkte – 2. Tordifferenz – 3. geschossene Tore – 4. Ligaplatzierung

### Viertelfinale
Für das Viertelfinale qualifizierten sich die acht Gruppensieger. Die Auslosung fand am 17. März 2014 statt. Dabei waren die besten vier Gruppensieger gesetzt, während die anderen vier ihnen zugelost wurden. In der Klammer ist die jeweilige Ligaebene angegeben, in der der Verein in der Saison 2013 spielte.
| Datum      |                     | Ergebnis |                       |
| ---------- | ------------------- | -------- | --------------------- |
| 22.03.2014 | Helsingborgs IF (I) | 2:1      | GAIS Göteborg (II)    |
| 22.03.2014 | Malmö FF (I)        | 2:0      | IF Brommapojkarna (I) |
| 23.03.2014 | Malmö FF (I)        | 0:1      | IK Sirius (II)        |
| 23.03.2014 | IF Elfsborg (I)     | 1:0      | BK Häcken (I)         |

### Halbfinale
Für das Halbfinale qualifizierten sich die vier Sieger des Viertelfinales. Die Auslosung fand am 25. März 2014 statt. 
| Datum      |                | Ergebnis |                     |
| ---------- | -------------- | -------- | ------------------- |
| 01.05.2014 | Malmö FF (I)   | 0:2      | Helsingborgs IF (I) |
| 01.05.2014 | IK Sirius (II) | 1:4      | IF Elfsborg (I)     |

### Finale
| Paarung         | Helsingborgs IF – IF Elfsborg |
| Ergebnis        | 0:1 (0:0) |
| Datum           | 18. Mai 2014 |
| Stadion         | Friends Arena, Solna |
| Zuschauer       | 3.423 |
| Schiedsrichter  | Michael Lerjéus |
| Tore            | 0:1 Lars Nilsson (54.) |
| Helsingborgs IF | Pär Hansson – Emil Krafth, Peter Larsson, Carl Johansson, Christoffer Andersson (87. Jere Uronen) – Abdul Khalili, Alexander Achinioti-Jönsson – Mattias Lindström (65. Emmanuel Boateng), Arnór Smárason, David Accam – Álvaro Santos (65. Robin Simović) Cheftrainer: Roar Hansen |
| IF Elfsborg     | Kevin Stuhr-Ellegaard (73. Abbas Hassan) – Johan Larsson , Jon Jönsson, Sebastian Holmén, Niklas Hult – Marcus Rohdén, Henning Hauger – Viktor Claesson (83. Mikkel Beckmann), Simon Hedlund, Lars Nilsson – Viktor Prodell (86. Per Frick) Cheftrainer: Janne Mian                 |
| Gelbe Karten    | Emil Krafth (83.), Arnór Smárason (90.+2'), Peter Larsson (90.+6') – Niklas Hult (10.), Marcus Rohdén (36.), Sebastian Holmén (59.), Simon Hedlund (69.) |